# Alcméon de Crotone
Pour les articles homonymes, voir Alcméon.
Alcméon de Crotone est un médecin, physiologiste, astronome et philosophe pythagoricien du Ve siècle av. J.-C., Alcméon dédia ses œuvres à Brontinos. Les avis divergent quant à savoir s'il était essentiellement médecin et physiologiste, ou le type même du philosophe présocratique ; la nature de ses relations avec les autres penseurs présocratiques fait débat. Les dates de sa vie et de sa mort ne sont pas connues, mais on peut situer son œuvre vraisemblablement entre 500 et 450 av. J.-C. ; les fragments qui en ont été conservés portent sur des questions de physiologie, de psychologie et d’épistémologie, et révèlent en Alcméon un penseur d’une profonde originalité. Il est le premier à faire du cerveau le siège de la compréhension, et à distinguer la compréhension de la perception. Il pensait que les organes sensoriels étaient reliés au cerveau par des canaux, et il a peut-être découvert le nerf optique. Il est aussi le premier à développer des arguments en faveur de l’immortalité de l’âme, et a utilisé la métaphore politique de l’égalité (ou équilibre, isonomie, en grec) entre les pouvoirs opposés constitutifs du corps humain pour définir la santé et la maladie. On ne sait s’il fut le père ou le mari de Théano.

## Biographie
Fils de Pirithos, Alcméon est né à Crotone (Grande-Grèce). Il semble avoir été pythagoricien, mais Diogène Laërce n'en fait qu'un auditeur de Pythagore, sans doute vers 500 av. J.-C., à Crotone. Il serait le premier à avoir écrit un ouvrage sur la nature. Certaines de ses idées se retrouvent dans le Timée de Platon.

## Doctrine
Selon Alcméon, ce qui distingue l'homme des autres animaux, c'est qu'il est le seul à comprendre, alors que les autres ont des sensations sans comprendre,,.
Alcméon pourrait être à l'origine des dix principes pythagoriciens formant vingt catégories par couples d’opposés ; d’autres, parmi les pythagoriciens, fixent le nombre des principes à dix et les rangent en deux séries parallèles :
- Limité et Illimité
- Impair et pair
- Un et multiple
- Droite et gauche
- Mâle et femelle
- En repos et en mouvement
- Droit et courbe
- Lumière et ténèbres
- Bon et mauvais
- Carré et oblong.

Cette conception semble avoir été celle d'Alcméon de Crotone.
Alcméon aurait fondé la théorie des qualités élémentaires : chaud, froid, sec, humide, doux, amer.... Selon Alcméon, c'est l'équilibre des puissances, comme l’humide et le sec, le froid et le chaud, l'amertume et la douceur, etc. qui produit et conserve la bonne santé ; c’est au contraire la prédominance de l'une d'elles qui provoque la maladie, et quand deux de ces puissances prédominent, la mort s’ensuit.
L'âme est, selon Alcméon, immortelle de par sa ressemblance avec les êtres divins. Cette ressemblance consiste en ce que l'âme ne cesse jamais de se mouvoir.
Alcméon, le premier en Occident, fonde un mysticisme astral : il divinise les astres en déclarant que les planètes et les étoiles, comme elles sont animées d'un mouvement perpétuel, doivent être vivantes, et que si elles sont vivantes, elles doivent être des dieux.

## Cosmologie
« Alcméon de Crotone ne s'est pas rendu compte qu'en attribuant un caractère de divinité au Soleil, à la Lune, à tous les autres astres et à l'esprit entre autres, il conférait l'immortalité à des êtres mortels ».

## Biologie
Au sujet des mulets, selon Alcméon, c’est la subtilité et la froideur de leur semence qui explique la stérilité des mulets, et une ouverture insuffisante de la matrice des mules,.

## Médecine
C'est le premier disciple de Pythagore dont ont subsisté quelques fragments. Son œuvre est essentiellement d'ordre médical : il serait le premier à avoir pratiqué la dissection - il aurait découvert l'existence des trompes d'Eustache et des nerfs optiques - et il aurait ainsi étendu les connaissances anatomiques, en particulier en ce qui concerne les organes des sens. Il a découvert le canal auditif et le tympan, et expliqué l'audition par l'écho à l'intérieur de l'oreille.
D'après Théophraste, il rejetait la thèse qui explique la sensation par le semblable. Il serait également le premier à déterminer ce qui différencie les animaux et les hommes : l'« homme est le seul à disposer de la conscience, alors que les autres ont des sensations sans avoir la conscience ». Théophraste rapporte également ce qu'Alcméon pensait de chacun des sens :
- L'ouïe : pour Alcméon, le vide contenu dans les oreilles répercute les sons par vibration.
- L'odorat : par le nez, le souffle parvient jusqu'au cerveau.
- Le goût
- La vue : elle se produit à travers l'eau qui est dans les yeux.
- Le toucher : selon Théophraste, Alcméon ne dit rien de ce sens.

Le problème général de la localisation du principe directeur du corps, le cœur ou le cerveau, remonte au moins à Alcméon : comme Platon, il fait du cerveau le centre directeur. Toutes les sensations sont transmises au cerveau, transmissions qui peuvent être altérées par les mouvements du sujet de la perception. Il attribue ainsi au cerveau le rôle de sens commun et de siège de la pensée. Il se peut même qu'il ait étudié la partie postérieure de l'œil à l'aide d'une sonde afin d'en établir le lien avec le cerveau, mais on ne saurait préciser davantage quels organes il a pu identifier. Sont connues de lui quelques indications sur les conceptions d'Alcméon en ce qui concerne la reproduction et l'embryologie. Il pensait que l'embryon naît à la fois de la semence mâle et de la semence femelle. Le sexe de l'enfant est alors déterminé par la semence la plus abondante. La tête se forme la première dans le ventre de la mère et l'embryon se nourrit par tout son corps, comme une éponge.
Il décrivait le sommeil comme un reflux du sang dans les artères, le réveil correspondant au flux sanguin, et la mort comme un reflux définitif du sang. Il pensait que la santé est un équilibre (isonomie) des puissances de l'organisme (humide, sec, froid et chaud, etc.), et que la prédominance de l'une d'elles provoque la maladie. Mais il distinguait plusieurs causes de la maladie, selon l'agent, les causes matérielles et les lieux. Selon l'agent, c'est lorsqu'il y a, par exemple, un excès de chaleur ou de froid ; selon les causes matérielles, c'est, par exemple, lorsque la nourriture manque ; enfin, selon les lieux, c'est lorsque la maladie affecte soit le sang, soit la moelle, soit le cerveau.

## Astronomie
Alcméon semble également avoir étudié les éclipses de la Lune et les mouvements des astres.

## Citations (fragments)
B 1 : « Aussi bien dans le domaine de l'invisible que dans celui des choses mortelles, les dieux détiennent la connaissance immédiate. Mais nous, de par notre humaine condition, nous sommes réduits aux conjectures. »
B 2 : « Ce qui fait que les hommes meurent c'est qu'il ne leur est pas possible de joindre le commencement et la fin. »
B 5 : « On se garde d'un ennemi plus facilement que d'un ami. »

## Œuvres
- Sur la nature
- Antithèses
- Les présocratiques, Gallimard, coll. "Pléiade", p. 217-226.
- Dictionnaire historique de la médecine ancienne et moderne ou Précis de l'histoire générale, technologique et littéraire de la médecine [suivi de la Bibliographie médicale du dix-neuvième siècle ; et d'un Répertoire bibliographique par ordre de matières] par MM. Dezeimeris, Ollivier (d'Angers) et Raige-Delorme - tome 1, Aaron - Cyprianus, p. 85-6, Texte intégral.

### Sources antiques sur Alcméon
Selon Diogène Laërce, Aristote aurait écrit un Contre la doctrine d'Alcméon.
- Aétios, Opinions
- Chalcidius, In Timeum
- Clément d'Alexandrie, Stromates
- Diogène Laërce, Vies, doctrines et sentences des philosophes illustres [détail des éditions] (lire en ligne), VIII, 83
- Pseudo-Aristote, Problèmes
- Théophraste, Des sens

### Études sur Alcméon
- (en) Carl Huffman, « Alcmaeon », dans Edward N. Zalta, The Stanford Encyclopedia of Philosophy, Stanford University, Metaphysics Research Lab. Stanford University, 2017 (lire en ligne). .
- Walter Burkert, Lore and Science in Ancient Pythagoreanism (1962), trad. an., Harvard University Press, 1972, p. 292 - 360 - 382 - 383.
- Charles Mugler, « Alcméon et les cycles physiologiques de Platon », Revue des Études grecques, vol. LXXI, nos 334-338,‎ janvier-décembre 1958, p. 42-50 (lire en ligne)
- Louis Bourgey, Observation et expérience chez les médecins de la collection hippocratique, Vrin, Paris, 1953